# Kozłowo (gmina)
Kozłowo – gmina wiejska w województwie warmińsko-mazurskim, w powiecie nidzickim. W latach 1975–1998 gmina położona była w województwie olsztyńskim.
Siedziba gminy to Kozłowo.
Dane statystyczne:
1. Powierzchnia Gminy Kozłowo wynosi 25 427 ha.
2. Ludność Gminy – 6546 osób.
3. W gminie Kozłowo znajduje się 36 miejscowości.
4. Liczba sołectw – 28.
5. Gmina Kozłowo położona jest w południowej części województwa warmińsko – mazurskiego w powiecie nidzickim.
6. Gmina graniczy z następującymi gminami: Działdowo, Iłowo, Janowiec Kościelny, Nidzica, Olsztynek, Grunwald, Dąbrówno.
7. Gmina w układzie funkcjonalno–przestrzennym podzielona jest na dwie części:
  1. północną jako tereny rolnicze, lasy i jeziora,
  2. południową jako tereny rolnicze i lasy.
8. Przez Gminę przepływają dwie rzeki mające swe źródła na terenie Gminy – Nida i Szkotówka, które się łączą, tworząc rzekę Wkrę – dopływ Narwi.
9. Na terenie Gminy znajduje się 9 jezior o pow. 347 ha. Większe z nich to:
  1. Kownatki o powierzchni 216 ha i maksymalnej głębokości 31 m,
  2. Kąty o powierzchni 42 ha i maksymalnej głębokości 16 m,
  3. Szkotowskie o powierzchni 41 ha i maksymalnej głębokości 6 m.
10. Na terenie Gminy znajduje się 8 cmentarzy i kwater wojennych z okresu I wojny światowej.
11. Do rejestru zabytków wpisane są kościoły:
  1. w Dziurdziewie,
  2. w Kozłowie,
  3. w Sławce Wielkiej,
  4. w Zaborowie,
  5. w Sarnowie
  6. w Szkotowie
  7. oraz park dębowy w Zabłociu, park w Turówku i Kozłowie.
12. Lasy w gminie zajmują powierzchnię 3.544 ha, co stanowi 14% powierzchni.
13. Długość dróg wojewódzkich w Gminie wynosi 16 km.
14. Długość dróg powiatowych w Gminie wynosi 119 km.
15. Długość dróg gminnych w Gminie wynosi 94 km.
16. Długość dróg krajowych w Gminie wynosi 1,15 km.
17. Liczba gospodarstw rolnych na terenie Gminy wynosi 605.

Według danych z 30 czerwca 2004 gminę zamieszkiwało 6116 osób. Natomiast według danych z 31 grudnia 2019 roku gminę zamieszkiwało 5998 osób.

## Struktura powierzchni
Według danych z roku 2002 gmina Kozłowo ma obszar 254,01 km², w tym:
- użytki rolne: 76%
- użytki leśne: 12%

Gmina stanowi 26,44% powierzchni powiatu.

## Demografia

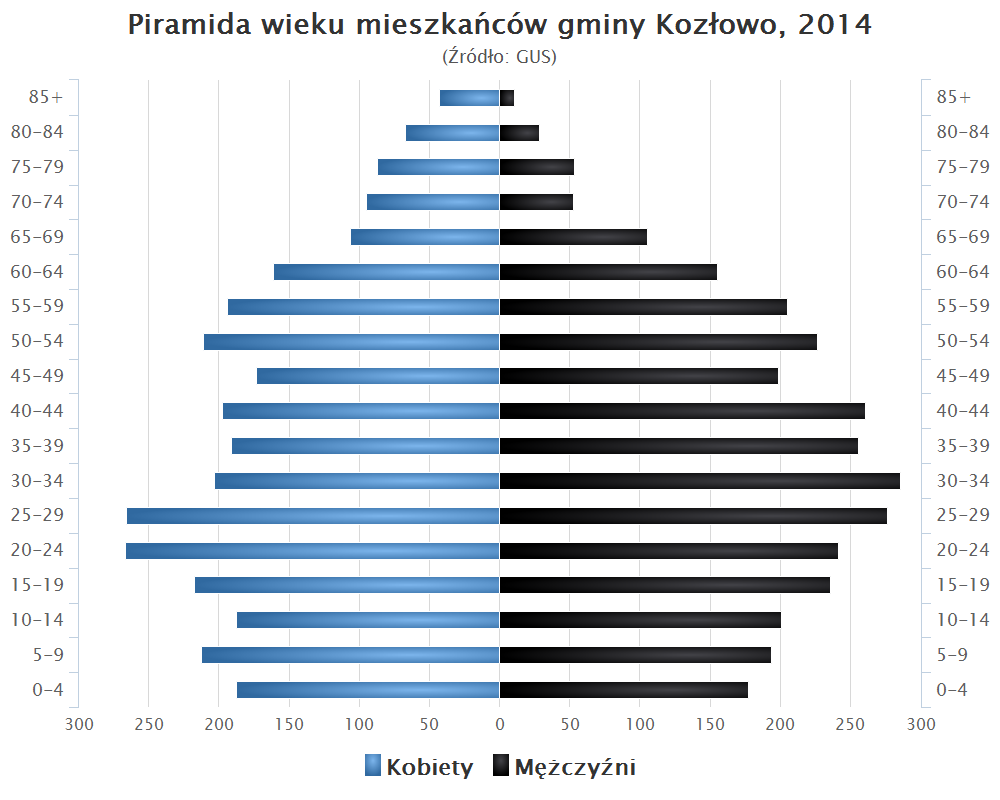
Piramida wieku mieszkańców gminy Kozłowo w 2014 roku

Dane z 30 czerwca 2004:
| Opis                              | Ogółem | Ogółem | Kobiety | Kobiety | Mężczyźni | Mężczyźni |
| --------------------------------- | ------ | ------ | ------- | ------- | --------- | --------- |
| jednostka                         | osób   | %      | osób    | %       | osób      | %         |
| populacja                         | 6116   | 100    | 3041    | 49,7    | 3075      | 50,3      |
| gęstość zaludnienia (mieszk./km²) | 24,1   | 24,1   | 12      | 12      | 12,1      | 12,1      |

## Sołectwa
Bartki, Browina, Cebulki, Dziurdziewo, Górowo, Kamionki, Kownatki, Kozłowo, Krokowo, Lipowo, Michałki, Niedanowo, Pielgrzymowo, Rogóż, Sarnowo, Sątop, Siemianowo, Sławka Mała, Sławka Wielka, Szkotowo, Szkudaj, Szymany, Turowo, Turówko, Ważyny, Wierzbowo, Wola, Zabłocie Kozłowskie, Zaborowo, Zakrzewko, Zakrzewo, Zalesie.

## Pozostałe miejscowości
Borowiec, Gołębiewo, Januszkowo, Kadyki, Kamionki, Kownatki, Lipowo, Miłkowiec, Rodowo, Sątop, Wronowo, Zakrzewo (zniesiona osada).

## Sąsiednie gminy
Dąbrówno, Działdowo, Grunwald, Iłowo-Osada, Janowiec Kościelny, Nidzica, Olsztynek.